# Čečenska vpletenost v rusko invazijo v Ukrajino (2022)
Čečenska republika, na splošno znana kot Čečenija, je zvezna republika Rusije, ki je bila opažena v več vlogah med rusko invazijo v Ukrajino leta 2022. Kadirovske sile (čečenska paravojaška organizacija) so se borile skupaj z ruskimi invazijskimi silami, bataljon Džoharja Dudajeva pa se je boril na strani ukrajinskih branilcev. Več mednarodnih organizacij tako vleče številne primerjave med rusko invazijo ter prvo in drugo čečensko vojno.

## Pro-Kadirovske sile
26. februarja je Ramzan Kadirov, vodja Čečenske republike, sporočil o napotitvi čečenskih sil v Ukrajino. Hkrati je tudi pohvalil Putina, da se je ta »pravilno odločil in da bomo njegove ukaze izvajali v vseh okoliščinah«. Istega dne je ruski državni medij RT objavil videoposnetek, na katerem se je 12.000 čečenskih vojakov zbralo in se pripravljalo na glavnem trgu Groznega, čečenske prestolnice.
27. februarja je ukrajinska vojska sporočila, da je uničila velik konvoj čečenskih specialnih enot, zbranih v bližini Hostomela. Kmalu zatem je ukrajinska vojska sporočila, da so v akciji ubili Magomeda Tušajeva, vodjo 141. motoriziranega polka Kadirovske garde.
Kadirov je 28. februarja v Telegram kanalu izjavil, da je »izbrana taktika v Ukrajini prepočasna« in pozval ruske sile k agresivnejšemu ukrepanju. 1. marca je Kadirov v Telegramu sporočil, da sta bila ubita dva vojaka in šest je bilo ranjenih ter dodal, da mora invazija »preiti na obsežne ukrepe«.
3. marca je Times poročal, da je bila skupina čečenskih vojakov poslana v Kijev z namenom atentata na ukrajinskega predsednika Volodimirja Zelenskega, a je ta bila zaradi uhajanj podatkov iz protivojnega dela ruske zvezne varnostne službe nevtralizirana.

## Proukrajinske sile
Številni proti-Kadirovski Čečeni so se za boj na strani Ukrajine prostovoljno prijavili v na primer bataljon Džohar Dudajev.

## Odzivi
Nacionalna garda Ukrajine je 28. februarja objavila videoposnetek, na katerem so pripadniki skrajno desnega Azovskega bataljona mazali naboje s prašičjo maščobo, pri čemer je posneti govornik rekel: »Dragi muslimanski bratje. Pri nas ne boste šli v nebesa. Ne boste smeli v nebesa. Pojdite domov, prosim.«
Justin Ling je v pisanju za Foreign Policy izjavil, da ruski mediji »izkoriščajo samo prisotnost čečenskih vojakov v Ukrajini kot psihološko orožje proti Ukrajincem«, medtem ko profesor Univerze v Ottawi Jean-François Ratelle meni, da »se gre za to, da ljudje verjamejo, da se je to zgodilo v Čečeniji in se bo zgodilo tudi v Ukrajini – da bodo divjali po mestu, plenili, posilili in ubijali.«

### Primerjave s rusko-čečenskimi vojnami
Številni komentatorji so naredili primerjave med rusko invazijo rusko-čečenskimi vojanmi v devetdesetih letih dvajsetega stoletja, zlasti bitko pri Groznem. Direktor ruske skupine za človekove pravice Memorial Aleksander Čerkasov je izjavil, da je »Putin začel v Čečeniji enako kot v Ukrajini in nadaljuje, ko prehajamo na novo stopnjo konflikta. Tudi začelo se je z vojno, ki se je prvotno imenovala »protiteroristična operacija« in ni bila opisana kot oborožen spopad.« Tracey German s King's College London je zapisala:
Zdi se, da je Putin pričakoval ponovitev ruske aneksacije Krima iz leta 2014 ali njene invazije na Gruzijo iz leta 2008 – vendar je tisto, kar smo videli, bolj podobno njenemu posredovanju v Čečeniji decembra 1994, ko ruske oborožene sile sprva niso mogle pretvoriti svoje vojaške premoči (vsekakor številčno) v vojaški in strateški uspeh, na tisoče ruskih vojakov pa se je izkazalo, da ne morejo zavarovati severnokavkaške republike...Zaznane so bile sledi množične oklepniške ofenzive z decembra 1994  na čečensko prestolnico Grozni, pri čemer so se zanašali na hitrost in pri tem presenetili čečensko vodstvo. Čečenske sile pa so bile na napad pripravljene in napad na mesto je bil žalosten neuspeh.
Škotski novinar Neal Ascherson je zapisal, da se zdi, da ima Putinov načrt dve fazi. Najprej naj bi sledila vojaška zmaga, dosežena predvsem z izolacijo odpora v nekaj mestih in nato z obstreljevanjem do tal, kot so Rusi storili Grozniju v Čečeniji.«